# Thung Song
Thung Song (em tailandês: อำเภอทุ่งสง) é um distrito da província de Nakhon Si Thammarat, no sul da Tailândia. É um dos 23 distritos que compõem a província. Sua população, de acordo com dados de 2012, era de 150 950 habitantes, e sua área territorial é de 1.042 km². É o maior distrito da província em área territorial e um dos mais populosos desta.